# Championnats du monde de ski alpin 2017
Navigation
Édition précédente Édition suivante
La 44e édition des championnats du monde de ski alpin ont lieu du 6 février au 19 février 2017 dans la station suisse de Saint-Moritz, dans le canton des Grisons. Ce sont les 5e championnats du monde de ski alpin organisés par St-Moritz après 1934, 1948, 1974 et 2003.
Marcel Hirscher réalise lors de ces Mondiaux le premier doublé slalom + slalom géant depuis Alberto Tomba à Sierra Nevada en 1996 il s'adjuge une médaille supplémentaire en terminant à la deuxième place du combiné. Mikaela Shiffrin remporte son troisième titre mondial du slalom consécutif, un exploit seulement réalisé par Christl Cranz dans les années 1930. Tessa Worley gagne pour sa part le slalom géant féminin pour la deuxième fois après son titre gagné en 2013 et remporte une médaille d'or supplémentaire avec Alexis Pinturault, Mathieu Faivre et Adeline Baud-Mugnier en battant la Slovaquie en finale de la compétition mixte par équipes. Le Canadien Erik Guay s'adjuge quant à lui le titre du Super-G et l'argent de la descente gagnée par Beat Feuz. La meilleure descendeuse de l'hiver, qui gagnera aussi le globe de cristal de la spécialité en fin de saison, Ilka Stuhec, s'impose dans l'épreuve féminine, tandis que les seuls titres de la suisse pays hôte sont gagnés en combiné par Wendy Holdener et Luca Aerni et Beat Feuz dans la discipline reine de la descente. 
Avec neuf podiums, l'Autriche termine en tête du tableau des médailles devant la Suisse et la France.

## Sélection de la ville hôte
Le 31 mai 2012, lors du congrès de High1 (Corée du Sud), Saint-Moritz obtient, à la majorité absolue, l'organisation des championnats du monde 2017, au détriment des candidatures de Åre, en Suède, et Cortina d'Ampezzo, en Italie.

## Pistes
L'ensemble des épreuves des championnats du monde de ski alpin 2017 se déroulent sur la montagne Corviglia.

## Calendrier des compétitions
Le tableau ci-dessous montre le calendrier des onze épreuves de ski alpin.
| Heure | Horaire local de l'épreuve (UTC +1) |

| Épreuves ou évènements Dénivelé / Longueur / Inclinaison moyenne | Épreuves ou évènements Dénivelé / Longueur / Inclinaison moyenne | Épreuves ou évènements Dénivelé / Longueur / Inclinaison moyenne | Journées de compétition | Journées de compétition | Journées de compétition | Journées de compétition | Journées de compétition | Journées de compétition | Journées de compétition | Journées de compétition | Journées de compétition | Journées de compétition | Journées de compétition | Journées de compétition | Journées de compétition | Journées de compétition |  |
| Épreuves ou évènements Dénivelé / Longueur / Inclinaison moyenne | Épreuves ou évènements Dénivelé / Longueur / Inclinaison moyenne | Épreuves ou évènements Dénivelé / Longueur / Inclinaison moyenne | L                       | M                       | M                       | J                       | V                       | S                       | D                       | L                       | M                       | M                       | J                       | V                       | S                       | D                       |  |
| Épreuves ou évènements Dénivelé / Longueur / Inclinaison moyenne | Épreuves ou évènements Dénivelé / Longueur / Inclinaison moyenne | Épreuves ou évènements Dénivelé / Longueur / Inclinaison moyenne | 6                       | 7                       | 8                       | 9                       | 10                      | 11                      | 12                      | 13                      | 14                      | 15                      | 16                      | 17                      | 18                      | 19                      |  |
| Épreuves ou évènements Dénivelé / Longueur / Inclinaison moyenne | Épreuves ou évènements Dénivelé / Longueur / Inclinaison moyenne | Épreuves ou évènements Dénivelé / Longueur / Inclinaison moyenne | Février                 |                         |                         |                         |                         |                         |                         |                         |                         |                         |                         |                         |                         |                         |  |
| Cérémonies d'ouverture et de clôture                             | Cérémonies d'ouverture et de clôture                             | Cérémonies d'ouverture et de clôture                             | •                       |                         |                         |                         |                         |                         |                         |                         |                         |                         |                         |                         |                         | •                       |  |
|                                                                  |                                                                  |                                                                  |                         |                         |                         |                         |                         |                         |                         |                         |                         |                         |                         |                         |                         |                         |  |
| Hommes                                                           |                                                                  |                                                                  |                         |                         |                         |                         |                         |                         |                         |                         |                         |                         |                         |                         |                         |                         |  |
| Descente 2 774 m / 800 m / 29 %                                  | Descente 2 774 m / 800 m / 29 %                                  |                                                                  |                         |                         |                         |                         | 12 h 00                 | 13 h 30                 |                         |                         |                         |                         |                         |                         |                         |                         |  |
| Slalom 726 m / 210 m / 29 %                                      | Course 1                                                         |                                                                  |                         |                         |                         |                         |                         |                         |                         |                         |                         |                         |                         |                         | 09 h 45                 |                         |  |
| Slalom 726 m / 210 m / 29 %                                      | Course 2                                                         |                                                                  |                         |                         |                         |                         |                         |                         |                         |                         |                         |                         |                         |                         | 13 h 00                 |                         |  |
| Slalom géant 1 510 m / 455 m / 30 %                              | Course 1                                                         |                                                                  |                         |                         |                         |                         |                         |                         |                         |                         |                         |                         | 09 h 45                 |                         |                         |                         |  |
| Slalom géant 1 510 m / 455 m / 30 %                              | Course 2                                                         |                                                                  |                         |                         |                         |                         |                         |                         |                         |                         |                         |                         | 13 h 30                 |                         |                         |                         |  |
| Super - combiné                                                  | Descente 2 616 m / 705 m / 27 %                                  |                                                                  |                         |                         |                         |                         |                         |                         | 10 h 00                 |                         |                         |                         |                         |                         |                         |                         |  |
| Super - combiné                                                  | Slalom 578 m / 170 m / 29 %                                      |                                                                  |                         |                         |                         |                         |                         |                         | 13 h 00                 |                         |                         |                         |                         |                         |                         |                         |  |
| Super-G 2 196 m / 605 m / 28 %                                   | Super-G 2 196 m / 605 m / 28 %                                   |                                                                  |                         | 12 h 00                 |                         |                         |                         |                         |                         |                         |                         |                         |                         |                         |                         |                         |  |
|                                                                  |                                                                  |                                                                  |                         |                         |                         |                         |                         |                         |                         |                         |                         |                         |                         |                         |                         |                         |  |
| Femmes                                                           |                                                                  |                                                                  |                         |                         |                         |                         |                         |                         |                         |                         |                         |                         |                         |                         |                         |                         |  |
| Descente 2 521 m / 705 m / 28 %                                  | Descente 2 521 m / 705 m / 28 %                                  |                                                                  |                         |                         |                         |                         |                         | 11 h 15                 |                         |                         |                         |                         |                         |                         |                         |                         |  |
| Slalom 579 m / 175 m / 30 %                                      | Course 1                                                         |                                                                  |                         |                         |                         |                         |                         |                         |                         |                         |                         |                         |                         | 09 h 45                 |                         |                         |  |
| Slalom 579 m / 175 m / 30 %                                      | Course 2                                                         |                                                                  |                         |                         |                         |                         |                         |                         |                         |                         |                         |                         |                         | 13 h 00                 |                         |                         |  |
| Slalom géant 1 360 m / 405 m / 30 %                              | Course 1                                                         |                                                                  |                         |                         |                         |                         |                         |                         |                         |                         |                         | 09 h 45                 |                         |                         |                         |                         |  |
| Slalom géant 1 360 m / 405 m / 30 %                              | Course 2                                                         |                                                                  |                         |                         |                         |                         |                         |                         |                         |                         |                         | 13 h 00                 |                         |                         |                         |                         |  |
| Super - combiné                                                  | Descente 2 408 m / 645 m / 27 %                                  |                                                                  |                         |                         |                         | 10 h 00                 |                         |                         |                         |                         |                         |                         |                         |                         |                         |                         |  |
| Super - combiné                                                  | Slalom 534 m / 155 m / 29 %                                      |                                                                  |                         |                         |                         | 13 h 00                 |                         |                         |                         |                         |                         |                         |                         |                         |                         |                         |  |
| Super-G 1 950 m / 550 m / 28 %                                   | Super-G 1 950 m / 550 m / 28 %                                   |                                                                  | 12 h 00                 |                         |                         |                         |                         |                         |                         |                         |                         |                         |                         |                         |                         |                         |  |
|                                                                  |                                                                  |                                                                  |                         |                         |                         |                         |                         |                         |                         |                         |                         |                         |                         |                         |                         |                         |  |
| Mixte                                                            | Par équipe                                                       | Par équipe                                                       |                         |                         |                         |                         |                         |                         |                         |                         | 12 h 00                 |                         |                         |                         |                         |                         |  |
|                                                                  |                                                                  |                                                                  |                         |                         |                         |                         |                         |                         |                         |                         |                         |                         |                         |                         |                         |                         |  |

## Délégations
Un total de 589 sportifs représentant 76 pays est engagé auprès de la FIS dans les 11 épreuves.
- Afghanistan
- Albanie
- Afrique du Sud
- Allemagne
- Andorre
- Argentine
- Arménie
- Australie
- Autriche
- Azerbaïdjan
- Belgique
- Biélorussie
- Bolivie
- Bosnie-Herzégovine
- Brésil
- Bulgarie
- Canada
- Chili
- Chine
- Chypre
- Colombie
- Croatie
- Danemark
- Espagne
- Estonie
- États-Unis
- Finlande
- France
- Géorgie
- Grande-Bretagne
- Grèce
- Haïti
- Hongrie
- Inde
- Iran
- Irlande
- Islande
- Israël
- Italie
- Jamaïque
- Japon
- Kazakhstan
- Kenya
- Kirghizistan
- Kosovo
- Lettonie
- Liban
- Liechtenstein
- Lituanie
- Luxembourg
- Madagascar
- Malaisie
- Malte
- Maroc
- Mexique
- Monaco
- Monténégro
- Norvège
- Nouvelle-Zélande
- Ouzbékistan
- Pérou
- Pays-Bas
- Pologne
- Portugal
- Roumanie
- Russie
- Saint-Marin
- Serbie
- Slovaquie
- Slovénie
- Suède
- Suisse
- Tonga
- Turquie
- Venezuela
- Ukraine

### Absences
Parmi les médaillés de l'édition 2015, il y a quelques absences notables. Côté femmes, la double championne du monde de 2015 (descente et combiné) Tina Maze a pris sa retraite au même titre que Nicole Hosp (médaille d'argent en combiné). Chez les hommes, Ted Ligety ne peut défendre son titre en géant en raison d'une opération au genou.
Il y a également d'autres absents, tels que Bode Miller (interdit de compétition en raison de son équipementier Head à la suite d'une décision de justice), Aksel Lund Svindal (opération au genou), Eva-Maria Brem (jambe cassée), Christof Innerhofer (blessure au péroné gauche), Valentin Giraud Moine (luxation des deux genoux) ou encore Maria Pietilae-Holmner (distension du ligament latéral interne du genou droit et de contusions).

## Tableau des médailles
| Rang  | Nation        | Or | Argent | Bronze | Total |
| ----- | ------------- | -- | ------ | ------ | ----- |
| 1     | Autriche      | 3  | 4      | 2      | 9     |
| 2     | Suisse        | 3  | 2      | 2      | 7     |
| 3     | France        | 2  | 0      | 0      | 2     |
| 4     | Canada        | 1  | 1      | 1      | 3     |
| 4     | États-Unis    | 1  | 1      | 1      | 3     |
| 6     | Slovénie      | 1  | 0      | 0      | 1     |
| 7     | Norvège       | 0  | 1      | 1      | 2     |
| 8     | Liechtenstein | 0  | 1      | 0      | 1     |
| 8     | Slovaquie     | 0  | 1      | 0      | 1     |
| 10    | Suède         | 0  | 0      | 2      | 2     |
| 11    | Italie        | 0  | 0      | 1      | 1     |
| 11    | Allemagne     | 0  | 0      | 1      | 1     |
| Total | Total         | 11 | 11     | 11     | 33    |

## Résultats

### Hommes
| Épreuves      | Or              | Argent           | Bronze                 |
| ------------- | --------------- | ---------------- | ---------------------- |
| Descente      | Beat Feuz       | Erik Guay        | Max Franz              |
| Super G       | Erik Guay       | Kjetil Jansrud   | Manuel Osborne-Paradis |
| Slalom Géant  | Marcel Hirscher | Roland Leitinger | Leif Kristian Haugen   |
| Slalom        | Marcel Hirscher | Manuel Feller    | Felix Neureuther       |
| Super-Combiné | Luca Aerni      | Marcel Hirscher  | Mauro Caviezel         |

### Femmes
| Épreuves      | Or                 | Argent           | Bronze               |
| ------------- | ------------------ | ---------------- | -------------------- |
| Descente      | Ilka Štuhec        | Stephanie Venier | Lindsey Vonn         |
| Super G       | Nicole Schmidhofer | Tina Weirather   | Lara Gut             |
| Slalom Géant  | Tessa Worley       | Mikaela Shiffrin | Sofia Goggia         |
| Slalom        | Mikaela Shiffrin   | Wendy Holdener   | Frida Hansdotter     |
| Super-Combiné | Wendy Holdener     | Michelle Gisin   | Michaela Kirchgasser |

### Mixte
| Épreuves          | Or | Argent | Bronze |
| ----------------- | --- | --- | --- |
| Coupe des nations | France- Adeline Baud Mugnier - Nastasia Noëns - Tessa Worley - Mathieu Faivre - Julien Lizeroux - Alexis Pinturault | Slovaquie- Tereza Jančová - Veronika Velez Zuzulová - Petra Vlhová - Matej Falat - Adam Zampa - Andreas Zampa | Suède- Frida Hansdotter - Maria Pietilä Holmner - Emelie Wikström - Mattias Hargin - Gustav Lundbäck - Andre Myhrer |

## Médias
En France, les épreuves sont diffusées en direct par France Télévisions et Eurosport France.